# Catabucentes abdominalis
Catabucentes abdominalis är en tvåvingeart som beskrevs av Villeneuve 1934. Catabucentes abdominalis ingår i släktet Catabucentes och familjen parasitflugor. Inga underarter finns listade i Catalogue of Life.